# Río Guadyerbas
El río Guadyerbas es un curso de agua del centro de la península ibérica, afluente del Tiétar. Pertenece a la cuenca hidrográfica del Tajo.

## Curso
Nace a unos 1200 m de altitud sobre el nivel del mar, al sur del monte Cruces (El Piélago), en la sierra de San Vicente. El curso de agua, que tiene todo su recorrido por la provincia española de Toledo, discurre hacia el oeste entre bosques de sabinas, álamos y encinas, atravesando los términos municipales de Navamorcuende, Sotillo de las Palomas, Segurilla, Mejorada, Velada, Montesclaros, Parrillas y Navalcán. Fluye hacia el embalse de Navalcán y 7 km más adelante se une al río Tiétar.
Tiene una longitud de 35,0 km.
En el entorno de este río se encuentra la reserva fluvial de Sotos del Río Guadyerbas y Arenales del Baldío de Velada, con sistemas dunares y fauna acuática de gran relevancia.
El río aparece descrito en el noveno volumen del Diccionario geográfico-estadístico-histórico de España y sus posesiones de Ultramar de Pascual Madoz de la siguiente manera:

GUADIERVAS: r. en la prov. de Toledo, part. jud. de Talavera de la Reina y Puente del Arzobispo: tiene su origen de las sierras de Navamorcuende, atravesando por el monte encinar de este pueblo llamado Guadiervas, y al cruzar el camino que de Navamorcuende va á Marrupe, tiene un puente de un solo ojo, de piedra canteria, de 6 varas de alto; sigue el r. recogiendo las aguas que vierten desde el mismo Navamorcuende hasta la deh. de Orguilla y á dist. de 3/4 de leg. de este puente, hay varios prados que se riegan con sus aguas, y en uno de ellos existe la ermita de la Virgen de Guadiervas, que hoy sirve de pajar: en este sitio desemboca el arroyo Marrupejo; á muy luego forman los prados un callejon por donde pasa el r. y el cordel que viene de Navamorcuende á Velada; sigue el r. hasta que baña la jurisd. de Sotillo de las Palomas, hallándose este pueblo á 1/4 de leg. de su márg. por la parte del S., y á dist. de 1/4 leg. se hallan los huertos del Negro, un molino harinero, los huertos de San Benito, y 1/2 leg. despues los caminos y cordel que de Montes Claros, viene el primero á Mejorada y el segundo á unirse con el cordel de que se ha hecho mencion: entra ya por la deh. de Casillas, propia de D. José Segundo Ruiz, por la del Toril, de D. José Ortiz, en la que se halla la casa de Palacogotes; á 200 varas, entra en la de la Liseda, y antes de salir de ella ya baña la jurisd. de Parrillas, hallándose á 1/4 de leg. el vado del camino que de Parrillas se dirige á Velada; al 1/4 de leg. se halla otro vado que pasa el camino de Navalcan á Velada, después los montes de la Senda, en donde hay un tejar, entra por los Golines en la jurisd. de Oropesa, en donde hay un vado que se llama de Alaja, que cuando los demas se ponen intransitables este presta su paso; á poca dist., el vado de los Muros, donde algunos vec. de Navalcan hacen un ponton de carros y maderas para el paso de los ganados, pues forma el camino de Navalcan á Oropesa y el cordel que viene del Puerto del Pico á Estremadura por Almaráz; en el mismo vado, hay unos muros que se conoce sirvieron para puente, y á dist. de 100 varas hay uno de ladrillo de 2 ojos por donde hace mucho tiempo venia el r., pero como la tierra formase mas declive por donde lo hace en el dia, se ha separado de su ant. rumbo y solo pasa agua por él en tiempo de avenidas: á 200 varas se hallan los escombros del pueblo llamado Guadiervas Altas, que dejó de existir, sobre el año 1797; enfrente de estas ruinas desembocan los arroyos que recogen las aguas de Navalcan y Parrillas; á la 1/2 leg. hay un vado que se llama de los Herreros, que su camina va de Navalcan á las ventas de San Julian, bañando por la parte del N. la deh. de Calabazas, propia del primer pueblo, y á los 3/4 se halla el puente de Guadiervas Bajas, de un ojo, de piedra canteria, de 8 varas de elevacion; poco antes está el molino llamado Monteagudo, propio del señor duque de Frias, y enfrente los escombros del pueblo Guadiervas Bajas, que no se tiene conocimiento cuándo dejó de existir; sigue el r. bañando los montes de los Llanillos, Valtraviesa, Valdecasillas y Miguel Tellez, propios de Oropesa; pasando por estos últimos el camino que de Navalcan se lleva á Candeleda, y á las 500 varas entra en el r. Tietar y pierde su nombre. En lo general es r. poco caudaloso; pero en el invierno se pone impracticable en algunas ocasiones; su curso es de 5 1/2 leg. en dirección de E. á O. y produce alguna pesca de peces, anguilas y alguna trucha que sube del Tietar, cuya agua es mas delgada. Se dice, que la asociación de ganaderos habia mandado reconocer el puente de ladrillo, con el fin de componerle por su cuenta, que á la verdad seria muy conveniente tanto á la ganaderia como á los pasageros.
(Madoz, 1847, pp. 39-40)